# Drosophila nigrifemur
Drosophila nigrifemur är en tvåvingeart som beskrevs av Oswald Duda 1927. Drosophila nigrifemur ingår i släktet Drosophila och familjen daggflugor.
Artens utbredningsområde är Bolivia.